# The Rookie : Le Flic de Los Angeles
Ne doit pas être confondu avec The Rookies.
Pour les articles homonymes, voir Rookie (homonymie) et Recrue.
The Rookie: Feds
The Rookie : Le Flic de Los Angeles ou La Recrue au Québec (The Rookie) est une série télévisée américaine créée par Alexi Hawley et diffusée depuis le 16 octobre 2018 sur le réseau ABC et en simultané sur le réseau CTV au Canada. La série suit John Nolan, un homme dans la quarantaine, qui devient le bleu le plus âgé au département de police de Los Angeles (LAPD). La série est produite par ABC Signature et Lionsgate Television ; elle est basée sur la vie réelle de l’officier de la LAPD William Norcross, qui a déménagé à Los Angeles en 2015 et a rejoint le département à son milieu de la quarantaine.
Au Québec, la série est diffusée depuis le 27 mars 2019 sur le réseau TVA, en Belgique, depuis le 19 avril 2019 sur RTL-TVI, en Suisse depuis le 30 juin 2019 sur RTS Un et en France, depuis le 5 juillet 2019 sur M6 puis sur Série Club.
La série met en vedette Nathan Fillion, Alyssa Diaz, Richard T. Jones, Titus Makin Jr., Melissa O’Neil, Afton Williamson, Mekia Cox, Shawn Ashmore et Eric Winter.  En avril 2025, la série a été renouvelée pour une huitième saison.
Une série dérivée, The Rookie: Feds, a été diffusée durant la saison 2022-2023.

## Synopsis
John Nolan vient de passer la quarantaine. Il est en quelque sorte à un tournant de sa vie : il vient de se séparer de sa femme et son fils part pour la fac. John décide alors de devenir policier après avoir assisté à un braquage et à l'intervention de la police. Il part vivre à Los Angeles et intègre le Los Angeles Police Department, où il est la « jeune recrue » la plus âgée.

## Distribution

### Acteurs principaux
- Nathan Fillion (VF : Guillaume Orsat) : agent, puis officier John Nolan, plus vieille recrue du Los Angeles Police Department
- Eric Winter (VF : Cédric Dumond) : officier puis Sergent Tim Bradford, instructeur de Lucy Chen
- Melissa O'Neil (VF : Audrey Sourdive) : jeune recrue, agent, puis officier, puis sergent Lucy Chen
- Richard T. Jones (VF : Daniel Njo Lobé) : sergent puis capitaine Wade Grey
- Alyssa Diaz (VF : Jessica Monceau) : officier puis inspectrice Angela Lopez, instructrice de Jackson West
- Mekia Cox (VF : Fily Keita) : Ancienne agente infiltrée puis officier puis inspectrice Nyla Harper, instructrice de John Nolan (depuis la saison 2)
- Shawn Ashmore (VF : Matyas Simon) (1re voix, saisons 1 à 4), puis Fabrice Trojani (2e voix, saison 5), et Damien Witecka (3e voix, depuis la saison 6) : Wesley Evers, avocat puis procureur et mari d'Angela (depuis la saison 3, récurrent saisons 1 et 2)
- Jenna Dewan (VF : Anouck Hautbois) : Bailey Nune, pompier et femme de John Nolan (depuis la saison 4, invitée saison 3)
- Lisseth Chavez (VF : Diane Kristanek) : Celina Juarez, recrue puis officier (depuis la saison 6, récurrente saison 5)
- Deric Augustine (VF : Stevie Tomi) : Miles jeune recrue (depuis la saison 7)

### Anciens acteurs principaux
- Mercedes Masöhn (VF : Olivia Nicosia) : capitaine Zoe Andersen, décédée (saison 1, invitée saison 3)
- Afton Williamson (VF : Alice Taurand) : officier Talia Bishop, instructrice de John Nolan puis muté suite à une promotion (saison 1)
- Titus Makin (VF : Jean-Michel Vaubien) : agent, puis officier Jackson West, recrue et fils d'un haut gradé du LAPD, décédé (saisons 1 à 3)
- Tru Valentino (en) (VF : Alex Fondja) : Aaron Thorsen, recrue de Nyla Harper puis officier, muté suite à des événements personnels (saisons 4 à 6)

### Acteurs récurrents
- Brent Huff (VF : Thierry Mercier) (1re voix, saisons 1 à 5), puis Christian Pélissier (2e voix, depuis la saison 6) : officier Quigley Smitty (depuis la saison 1, à partir de l'épisode 14 - 44 épisodes)
- Dylan Conrique (VF : Camille Gondard) : Tamara Collins (depuis la saison 3; invitée saison 6 - 22 épisodes)
- Arjay Smith (VF : Ismael Isma) : James Murray, mari de Nyla Harper (depuis la saison 3; invité saison 6 - 18 épisodes)
- Zayne Emory (VF : Oscar Douieb) : Henry Nolan, fils de John Nolan (saisons 1 et 4; invité saison 6 - 10 épisodes)
- Angel Parker (VF : Jacky Tavernier) : Luna Grey, la femme du sergent Wade Grey (depuis la saison 1 - 11 épisodes)
- Carsyn Rose (VF : Shana Dugenet Valmy) : Lila, fille de Nyla Harper (saisons 2 et 4 - 8 épisodes)
- Bridget Regan (VF : Anne Massoteau) : Monica Stevens (depuis la saison 5 - 12 épisodes)
- Patrick Keleher (VF : Tom Trouffier) : Seth, jeune recrue (saison 7)
- Zander Hawley (VF : Yoann Sover) : Rodge Bronson (depuis la saison 7; invité saisons 5 et 6)

Anciens acteurs récurrents
- Michael Trucco (VF : Ludovic Baugin) : substitut du procureur Sean DelMonte (depuis la saison 1   - 10 épisodes)
- Mircea Monroe (VF : Sybille Tureau) : Isabel Bradford, l'ex-femme de Tim Bradford (saison 1 - 7 épisodes ; saison 5, épisode 20)
- Currie Graham (VF : Thierry Wermuth) : Ben McRee, ami de Nolan (saison 1, invité saison 3 - 7 épisodes)
- Michael Beach (VF : Thierry Desroses) : commandant Percy West, père de Jackson West (saisons 1 à 3 ; invité saison 6 - 7 épisodes)
- Sarah Shahi (VF : Barbara Delsol) : Jessica Russo[6] (saisons 1 et 2 - 7 épisodes)
- Matthew Glave (VF : Maurice Decoster) : Oscar Hutchinson (saisons 1 à 6 - 11 épisodes)
- Harold Perrineau (VF : Frantz Confiac) : inspecteur Nick Armstrong (saison 2 ; invité saison 3 - 10 épisodes)
- Ali Larter (VF : Laurence Dourlens) : Dr Grace Sawyer (saison 2 - 13 épisodes)
- Jasmine Mathews (VF : Déborah Claude) : Rachel Hall, amie de Lucy Chen (saison 2 - 7 épisodes)
- Annie Wersching (VF : Anne Rondeleux) : Rosalind Dyer[7] (saisons 2, 5 ; invitée saison 3 - 7 épisodes ; invitée saison 5 - 4 épisodes)
- Brandon Routh (VF : Adrien Antoine) : Doug Stanton, instructeur de Jackson West[8] (saison 3 - épisodes 2 à 5 et 13 - 5 épisodes)
- Toks Olagundoye (VF : Marion Posta) : le professeur Fiona Ryan (saison 3 - 6 épisodes)
- Kanoa Goo (VF : Tony Marot) : Chris Sanford (saisons 4 et 5 - 13 épisodes)
- Brandon Jay McLaren (VF : Eilias Changuel) : Elijah Stone (saisons 4 et 5 - 11 épisodes)
- Helena Mattsson (VF : Noémie Orphelin) : Ashley McGrady, petite amie de Tim (saisons 4 et 5 - 5 épisodes)
- Jane Daly (en) (VF : Colette Marie) : Patrice Evers, mère de Wesley (saisons 2 à 4 - 5 épisodes)
- Kamar de los Reyes (en) (VF : Jonathan Amram) : Ryan Caradine (5 épisodes)
- Danielle Campbell (VF : Kelly Marot) : Blair London, psychologue (saison 6 - 8 épisodes)

### Invités deThe Rookie: Feds
- Niecy Nash-Betts (VF : Laura Zichy) : agent spécial Simone Clark (4 épisodes)
- Britt Robertson (VF : Camille Donda) : agent spécial Laura Stensen (4 épisodes)
- Felix Solis (VF : Marc Saez) : agent spécial superviseur Matthew « Matt » Garza (5 épisodes)
- Kevin Zegers (VF : Julien Allouf) : agent spécial Brendon Acres (né Brendon Butkus) (3 épisodes)
- Frankie Faison (VF : Benoît Allemane) : Christopher « Cutty » Clark (2 épisodes)
- James Lesure (VF : Eilias Changuel) : agent spécial Carter Hope (1 épisode)

### Invités
Version française
- - Société de doublage : BTI Studios puis Iyuno[16],[17]
  - Direction artistique : Véronique Borgias[16],[17]
  - Adaptation des dialogues : Sébastien Michel, Fabienne Goudey, Sylvie Abou-Isaac[16] et Yannick Ladroyes Del Rio

 Source et légende : version française (VF) sur RS Doublage et Doublage Séries Database

## Production

### Développement
Le 26 octobre 2017, ABC a annoncé une commande directe de la série mettant en vedette Nathan Fillion, et écrite par le producteur exécutif de Castle Alexi Hawley. Ils seront les producteurs exécutifs aux côtés de Mark Gordon, Nicholas Pepper, Michelle Chapman et Jon Steinberg.
La série est produite par ABC Studios et The Mark Gordon Company.
Le 15 novembre 2018, ABC commande sept épisodes supplémentaires, pour un total de vingt épisodes.
Le 10 mai 2019, la série est renouvelée pour une deuxième saison, diffusée le dimanche à 22 h.
Le 21 mai 2020, ABC a renouvelé la série pour une troisième saison.
Une quatrième saison est commandée le 14 mai 2021.
Le 30 mars 2022, la série est renouvelée pour une cinquième saison.
Le 17 avril 2023, la série est renouvelée pour une sixième saison,. Le 17 février 2024, le producteur exécutif et showrunner Alexi Hawley a confirmé dans une interview que la sixième saison contiendrait dix épisodes.
Le 15 avril 2024, ABC renouvelle la série pour une septième saison.
Le 3 avril 2025, la série est renouvelée pour une huitième saison par ABC.

### Distribution des rôles
En octobre 2017, Nathan Fillion obtient le rôle de John Nolan. Le 7 février 2018, le magazine Variety, a annoncé que Afton Williamson incarnera Talia Bishop et Eric Winter jouera le rôle de Tim Bradford. Ils sont suivis par Melissa O'Neil (Lucy Chen), Richard T. Jones (sergent Wade Grey), Titus Makin Jr. (Jackson West), Alyssa Diaz (Angela Lopez) et de Mercedes Masohn (Zoe Andersen).
Fin juillet 2019, Afton Williamson annonce son départ de la série. Elle aurait été harcelée par l'acteur récurrent Demetrius Grosse (en) et aussi avoir été victime de discrimination raciale par le département de la coiffure de la production.
Pour la deuxième saison, la production engage Ali Larter et Harold Perrineau dans des rôles récurrents, puis Mekia Cox rejoint la distribution.
Au début de la quatrième saison, la production confirme le non-retour de Titus Makin Jr.. Récurrente depuis la finale de la troisième saison, Jenna Dewan est promue à la distribution principale en novembre 2021. La production ajoute Peyton List et James Remar dans la famille du sergent Tim Bradford.
En février 2022, la production travaille sur une série dérivée mettant en vedette Niecy Nash. Le backdoor pilot est diffusé en événement de deux épisodes, soit Simone et Enervo.
En juillet 2024, il est annoncé que Deric Augustine et Patrick Keleher serait les nouveaux rookies de la saison 7, dans le rôle de Miles Penn et Seth Ridley.

### Tournage
Le tournage de la première saison a débuté le 7 mars 2018 à New York et Los Angeles dans le quartier de Downtown Los Angeles.

### Allégations d'inconduite et de harcèlement
Le 26 juillet 2019, TVLine a annoncé qu'Afton Williamson, qui campe le rôle de Talia Bishop, ne reviendrait pas pour la deuxième saison. Alors que l'article affirmait initialement que la séparation était amiable, dans un long post sur Instagram, a déclaré qu'elle avait quitté la série en raison de « commentaires discriminatoires racistes de la part du département coiffure ». Williamson a également affirmé avoir été harcelée sexuellement par une guest-star, identifiée par la suite comme étant Demetrius Grosse (en), qui interprète Kevin Wolfe dans un rôle récurrent, ainsi qu'un incident d'intimidation qui s'est transformé en agression sexuelle lors d'une fête ; la cheffe coiffeuse a ensuite été identifiée comme étant Sallie Ciganovich. Afton Williamson a déclaré avoir fait part de la situation aux producteurs, mais avoir été ignorée.
Toutes les personnes impliquées dans ces allégations les ont niées. Une enquête a été ouverte par l’intermédiaire d’un cabinet d’avocats, qui a mené près de 400 heures d’interviews et examiné des vidéos et d’autres éléments de preuve. Les résultats de l'enquête ont été publiés le 17 septembre 2019 et ont révélé que les allégations formulées par Afton Williamson étaient sans fondement et ne pouvaient être prouvées. Elle a maintenu ses affirmations, qualifiant les résultats de l'enquête de « déchirants » et supposant que les producteurs avaient menti pour dissimuler la vérité sur ce qui s'était passé.

## Fiche technique
Sauf indication contraire, les informations mentionnées dans cette section peuvent être confirmées par la base de données cinématographiques IMDb,  présente dans la section « Liens externes ».
- Titre original : The Rookie
- Titre français : The Rookie : Le Flic de Los Angeles
- Titre québécois : La Recrue
- Création : Alexi Hawley
- Réalisation : Liz Friedlander (épisode pilote)
- Musique : Jordan Gagne
- Production : Nathan Fillion, Mark Gordon, Nicholas Pepper, Michelle Chapman, Jonathan E. Steinberg et Liz Friedlander
- Sociétés de production : ABC Studios et Entertainment One
- Société de distribution : Disney-ABC Domestic Television
- Pays d'origine :  États-Unis
- Langue originale : anglais
- Format : couleur
- Genre : comédie policière
- Durée : 42 minutes

## Épisodes
| Saisons | Saisons | Nombre d'épisodes | Diffusion originale sur ABC | Diffusion originale sur ABC |
| Saisons | Saisons | Nombre d'épisodes | Début de saison             | Fin de saison               |
| ------- | ------- | ----------------- | --------------------------- | --------------------------- |
|         | 1       | 20                | 16 octobre 2018             | 16 avril 2019               |
|         | 2       | 20                | 29 septembre 2019           | 10 mai 2020                 |
|         | 3       | 14                | 3 janvier 2021              | 16 mai 2021                 |
|         | 4       | 22                | 26 septembre 2021           | 15 mai 2022                 |
|         | 5       | 22                | 25 septembre 2022           | 2 mai 2023                  |
|         | 6       | 10                | 20 février 2024             | 21 mai 2024                 |
|         | 7       | 18                | 7 janvier 2025              | 13 mai 2025                 |
|         | 8       |                   | 6 janvier 2026              | 2026                        |

## Accueil

### Audiences

#### Dans les pays francophones
En France
Sur M6, les trois premiers épisodes ont convaincu 2,9 et deux fois 2,7 millions de téléspectateurs, avec une part de marché de 16,5 % pour le premier épisode.

### Critiques
Le site Web de regroupement d'avis Rotten Tomatoes a obtenu un taux d'approbation de 73 %, avec une note moyenne de 6,33 / 10 basé sur 22 commentaires. Le site Web déclare que « la présence assurément sympathique de Nathan Fillion fait que The Rookie mérite d'être regardé, même si le spectacle autour de lui n'est pas particulièrement mémorable ». Metacritic, qui utilise une moyenne pondérée, a attribué un score de 64 sur 100 sur la base de 12 critiques, indiquant « des critiques généralement favorables ». Le site IMDb donne à la série un score de 8/10, avec plus de 65 000 notes collectées. Le site de Allociné lui accorde la note de 4,2 sur 5 sur plus de 955 critiques.

## Commentaires

### Anciens acteurs ayant joué dansFireflyavec Nathan Fillion
Alan Tudyk, qui tenait le rôle de Hoban « Wash » Washburne dans Firefly aux côtés de Nathan Fillion, apparaît dans l'épisode 8 de la saison 2. Il interprète un nettoyeur de scène de crime, Ellroy Basso.
Sean Maher, qui tenait le rôle de Dr. Simon Tam dans Firefly aux côtés de Nathan Fillion, apparaît dans l'épisode 15 de la saison 1. Il interprète un prisonnier du nom de Caleb Jost.

### Anciens acteurs ayant joué dansCastleavec Nathan Fillion
L'épisode 3 de la saison 2, Le Pari (The Bet) réunit plusieurs acteurs de la série Castle : Nathan Fillion, qui y jouait le rôle principal, Jon Huertas (qui jouait le rôle du lieutenant Javier Esposito) et Seamus Dever (qui jouait le rôle du lieutenant Kevin Ryan),.
Dans l'épisode 15 de la saison 2, Seth Green interprète Jordan Neil, un escroc. Seth Green prêtait sa voix à Linus, l'assistant informatique de Castle, dans la série Castle.
Dans la saison 3 et durant plusieurs épisodes, l'actrice Toks Olagundoye qui a joué dans la saison 8 de Castle apparaît.
Dans les épisodes 3 et 4 de la saison 3 la mère de John Nolan est jouée par Frances Fisher, qui interprétait Mathilda King dans la saison 6 de la série Castle.
Dans l'épisode 8 de la saison 3 (Bad Blood), une nouvelle mini réunion d'acteurs ayant joué dans Castle a été réalisé avec Toks Olagundoye et Molly Caitlyn Quinn, qui a joué la fille de Nathan Fillion dans toute la série Castle.
Dans les épisodes 11 et 16 de la saison 4, Tamala Jones interprète la mère de Aaron Thorsen. Elle interprétait la légiste Lanie Parish dans la série Castle.
Dans l'épisode 19 de la saison 4, Arye Gross interprète le professeur Meadows, une victime de cambriolage. Il jouait le légiste Sydney Perlmutter dans la série Castle.
Depuis la saison 1 le personnage de Sean DelMonte, substitut du procureur, apparait de manière récurrente. Il est interprété par Michael Trucco, qui jouait l'inspecteur Tom Demming dans la série Castle.
Lors des saisons 2, 3 et 5, on retrouve Annie Wersching, qui dans Castle a interprété le Docteur Kelly Nieman, la complice du Triple Tueur (3XK), dans le rôle de Rosalind Dyer, tueuse en série.

### Autres acteurs de séries connues invités
L'épisode 7 de la saison 3, True Crime, est filmé à la manière d'un documentaire retraçant l'affaire Corey Harris, le nom d'un ancien enfant star devenu un gourou. Corey Harris est joué par Frankie Muniz, connu pour avoir tenu le rôle titre dans la série Malcolm. Rainn Wilson joue son propre rôle en étant interviewé dans le cadre du documentaire.

### Personnalités connues du monde de la télévision
L'épisode 16 de la saison 2 présente un caméo avec la saison 18 de l'émission American Idol. L'officier de police Lucy Chen se retrouve par accident à passer l'audition d’American Idol, rencontrant le présentateur Ryan Seacrest, ainsi que les jurés Katy Perry, Luke Bryan et Lionel Richie. Melissa O'Neil, qui interprète Lucy Chen, a gagné la troisième saison de Canadian Idol.

## Série dérivée
Une série dérivée, intitulée The Rookie: Feds, est diffusée durant la saison 2022-2023. Elle est introduite dans un double épisode backdoor pilot de la 4e saison de The Rookie : Le Flic de Los Angeles.
En juillet 2023, durant la grève de la Writers Guild of America de 2023, ABC n'a toujours pas décidé de renouveler ou annuler la série. ABC annule la série le 9 novembre 2023, 24 heures après la fin de la grève des acteurs.

## Crossovers
Le tableau suivant affiche tous les scénarios de croisement impliquant les séries The Rookie.
| Séries concernées                  | Séries concernées | Titres des épisodes | Acteurs faisant une apparition en dehors de leur série                                                         | Date de diffusion aux États-Unis | Description |
| Série A                            | Série B           | Titres des épisodes | Acteurs faisant une apparition en dehors de leur série                                                         | Date de diffusion aux États-Unis | Description |
| ---------------------------------- | ----------------- | --- | --- | -------------------------------- | --- |
| The Rookie: Le Flic de Los Angeles | The Rookie: Feds  | Simone (Le Flic de Los Angeles S04 E19) (Backdoor pilot)                                                                      | Invités dans la série A: Niecy Nash-Betts, Frankie Faison, Britt Robertson, Felix Solis, Kevin Zegers          | 24 avril 2022                    | Nolan et Lucy répondent à un appel près d'une centrale électrique et découvrent une bombe avant de s'en échapper. Le FBI soupçonne un lien avec une cellule terroriste et fait appel à Simone Clark (Niecy Nash), une stagiaire, qui est rapidement écartée. Elle découvre des points communs avec Nolan et, lors d'un interrogatoire, le suspect Zeke Freemont avoue avoir fabriqué des bombes sans savoir leur usage. En enquêtant sur une intrusion, Lopez et Harper identifient Trevor Gurin comme le suspect de l'attentat. Garza intègre Simone, qui découvre que Trevor, ancien militaire, prévoit de détruire les infrastructures de la ville.                                        |
| The Rookie: Le Flic de Los Angeles | The Rookie: Feds  | Enervo (Le Flic de Los Angeles S04 E20) (Backdoor pilot)                                                                      | Invités dans la série A: Niecy Nash-Betts, Frankie Faison, Britt Robertson, Felix Solis, Kevin Zegers          | 1er mai 2022                     | Le commissariat de Mid-Wilshire et le FBI de Los Angeles s'affairent à neutraliser des bombes disséminées dans la ville à bord de camionnettes. Simone et Nolan évitent de justesse l'une des camionnettes avant qu'elle n'atteigne un pont. Une explosion tue 17 personnes, et le chef de la CIA, Bill August, refuse d'aider Garza et Grey. Ils découvrent qu'« Enervo » était une opération secrète dirigée par Bill, impliquant Ilya Sokorov. Simone, avec l'aide de Zeke, traque Ilya à l'aquarium, où il révèle que ses actes de terrorisme sont une vengeance contre Bill. Une fusillade éclate lorsqu'ils sont attaqués par les hommes de Bill, mais le LAPD et le FBI interviennent. |
| The Rookie: Le Flic de Los Angeles | The Rookie: Feds  | Le Choix (The Choice) (Le Flic de Los Angeles S05 E04) Jusqu'à la mort (To Die For) (The Rookie: Feds S01 E04)                | Invités dans la série B: Eric Winter, Alyssa Diaz, Brent Huff, Melissa O'Neil, Richard T. Jones, Shawn Ashmore | 18 octobre 2022                  | |
| The Rookie: Le Flic de Los Angeles | The Rookie: Feds  | La Liste (The List) (Le Flic de Los Angeles S05 E10) Le Détenu silencieux (The Silent Prisoner) (The Rookie: Feds S01 E10)    | Invités dans la série B: Eric Winter, Alyssa Diaz, Brent Huff, Melissa O'Neil, Richard T. Jones, Shawn Ashmore | 3 janvier 2023                   | |
| The Rookie: Le Flic de Los Angeles | The Rookie: Feds  | Le Cheval de Troie (The Enemy Within) (Le Flic de Los Angeles S05 E17) Le Sens du pardon (Payback) (The Rookie: Feds S01 E17) | Invités dans la série B: Eric Winter, Alyssa Diaz, Brent Huff, Melissa O'Neil, Richard T. Jones, Shawn Ashmore | 28 février 2023                  | |
| The Rookie: Le Flic de Los Angeles | The Rookie: Feds  | Liquidation (Going Under) (Le Flic de Los Angeles S05 E21) Bloodline (The Rookie: Feds S01 E21)                               | Invités dans la série B: Eric Winter, Alyssa Diaz, Brent Huff, Melissa O'Neil, Richard T. Jones, Shawn Ashmore | 25 avril 2023                    | |
| The Rookie: Le Flic de Los Angeles | The Rookie: Feds  | Escape Plan (Le Flic de Los Angeles S06 E10)                                                                                  | Invités dans la série A: Britt Robertson, Felix Solis et Kevin Zegers                                          | 21 mai 2024                      | |
| The Rookie: Le Flic de Los Angeles | The Rookie: Feds  | The Shot (Le Flic de Los Angeles S07 E1)                                                                                      | Invités dans la série A: Felix Solis                                                                           | 7 janvier 2025                   | |